# CSS-фреймворк
CSS-фреймворк — фреймворк, созданный для упрощения работы верстальщика, быстроты разработки и исключения максимально возможного числа ошибок вёрстки (проблемы совместимости различных версий браузеров и т. д.). Как и библиотеки скриптовых языков программирования, CSS-библиотеки, обычно имеющие вид внешнего css-файла, «подключаются» к проекту (добавляются в заголовок веб-страницы). Более функциональные фреймворки также имеют больше функций и дополнительных функций на основе JavaScript, но в основном ориентированы на дизайн и ориентированы на интерактивные шаблоны пользовательского интерфейса. Эта деталь отличает фреймворки CSS от других фреймворков JavaScript.

## Преимущества
- Позволяет неискушенному в тонкостях вёрстки программисту или дизайнеру правильно создать HTML-макет.
- Вёрстка на базе слоёв, а не таблиц.
- Более быстрая разработка.
- Кроссбраузерность.
- Возможность использования генераторов кода[1] и визуальных редакторов.
- Единообразие кода при работе в команде позволяет снизить число разногласий при разработке.

## Недостатки
- Библиотеки бывают сильно «раздуты» — может быть много лишнего кода, который не будет использоваться в проекте.
- Дизайн будет зависеть от css-библиотеки.
- Из-за необходимости добавления множества классов к одному элементу нарушается принцип, ради которого и был создан CSS: разделение описаний структуры и внешнего вида.

## Отличия
- Некоторые библиотеки[2] используют сброс стилей (reset.css) для приведения в соответствие стилей по умолчанию для разных браузеров, в то время как другие[3] используют нормализацию (Normalize.css), что уменьшает количество изначального кода библиотеки.

## Типы CSS-библиотек
Из-за упомянутых недостатков использование CSS-библиотек вызывает споры в профессиональном сообществе. Также это привело к появлению различных типов CSS-библиотек. Условно можно выделить два типа: Всеобъемлющие и Ограниченные.
Третьим вариантом может быть разработка собственной библиотеки. Этот вариант предпочитает большинство разработчиков, так как это дает выгоды персонального решения и уменьшает негативные моменты зависимости от использования сторонних библиотек.

### Всеобъемлющие CSS-библиотеки
Этот тип библиотеки пытается охватить большинство вещей, которые могут понадобиться разработчику. К этому типу относятся библиотеки, которые включают CSS для вёрстки и сброса (или какую-то основу).

### Ограниченные CSS-библиотеки
Как следует из названия, библиотеки этого типа охватывают лишь ограниченный объём потребностей или имеют конкретную цель.

## Примеры CSS-библиотек

### Всеобъемлющие
- Bootstrap — библиотека, созданная разработчиками Twitter.
- W3.css — CSS-фреймворк от w3schools.
- Twitter Flight
- Blueprint
- UIKit
- Materialize - CSS-фреймворк в стиле Material Design.
- 960 Grid System — библиотека для быстрой разработки макетов.
- Yet Another Multicolumn Layout (YAML) — имеет инструмент генерации кода, возможность создания адаптивных интерфейсов.
- css-framework — российская библиотека для разработки веб-интерфейсов.
- Foundation  — продвинутая библиотека для разработки адаптивных интерфейсов.
- Golden Grid System — библиотека для разработки адаптивных интерфейсов на основе золотого сечения.
- Gumby Framework
- Topcoat — небольшая библиотека от Adobe распространяется по лицензии Apache 2.0
- Compass — CSS-фреймворк независимый от Rails
- Rest Css Framework
- Tailwind CSS - с открытым исходным кодом.

### Ограниченные
- jQuery UI CSS Framework
- CSS-based Slideshow System — библиотека для создания презентаций.